# 烏始光
烏始光（1885年—？），字廷芳，浙江寧波人。

## 生平
自幼喜繪畫，早年在上海經商。1911年7月19日入周湘所辦背景畫傳習所學習，同學有劉海粟、陳抱一、丁健行等。1912年從劉咸熙處求得一千元，與張聿光、劉海粟等人創辦上海圖畫美術院（1919年改名為上海美術專科學校），承担办学经费。
1913年8月9日周湘在《申報》登載啟事，開除劉海粟、烏始光等學生，指責“贵院长伍君（乌始光）及贵教员等皆曾受业本校，经鄙人之亲授，或两三个月或半年，故诸君之程度，鄙人无不悉，为学生尚不及格，遑论教人。今诸君因恨鄙人管理之严厉，设立贵院与本校为旗鼓。其如误人子弟乎？呜呼！教育前途之厄也。”。10日图画美术院亦刊出通告：“言顷阅《申报》，载有《周湘告白》一则，信口轻蔑，本院诸君，深堪异骇。本院长乌君并非画界人物，所聘教员，皆于画学根柢甚深，亦非周之门弟。且本院学生成绩优良，在人耳目。周湘欲以无稽之言，一笔抹煞，抑何可笑。本院除与周湘严重交涉外，特登报声明。”
10日周湘再次刊出《图画专门学校布告》：“昨本校因爱而近路图画美术院诸君，在鄙人处学才数月，尚无知识，且抄用本校章程，窜改不通。为青年向学计，为教育前途计，不得已而登报告诫，讵意不自反省，来函恫吓，并登报通告，思掩天下之目，而冀无知受愚，惟该院诸君，既自言非鄙人门第，鄙人亦何惜有此枭镜成性之高足。故先将前曾受业本校，今自称该院教职员、院长之伍（乌）始光、刘季芳等，一例除名，俾免名誉上间接之损害。”
12日图画美术院再刊出通告曰：“有名周湘者，以种种胡言告白，破坏本院名誉，周湘所谓学才数月及除名云云，尤为可笑，周湘误以图画学校为专利品，只有自己设校垄断巨额之学金，不容他人设校以廉费推广美术种种梦呓，不觉其丑，本想因与周湘之交涉，以致旁累诸君，深为抱歉，合函登报证明其诬，以后周湘如再有污蔑之言，本院认为无辩之价值，当置之不理。”
1915年春，組織洋畫研究機構東方畫會，是年創辦華達廣告公司。1916年春，辞去一切职务，專心經营广告公司。是年夏天公司转让杨清磬经营，赴日本考察。後繼續經商。